# 55875 Хірохатаґаока
55875 Хірохатаґаока (55875 Hirohatagaoka) — астероїд головного поясу, відкритий 1 листопада 1997 року.
Тіссеранів параметр щодо Юпітера — 3,375.